# نادي ساربسبورغ 08
نادي ساربسبورغ 08 لكرة القدم (بالنرويجية: Sarpsborg 08 FF) هو نادي كرة قدم نرويجي مقره في ساربسبورغ. تأسس في 15 يناير 2008. يلعب في الدوري النرويجي الممتاز.